# Auteur: Music Inspired by the Films of Wes Anderson
Auteur: Music Inspired by the Films of Wes Anderson ist ein Jazzalbum von Amanda Gardier. Die im Februar 2022 im Postal Recording Studio, Indianapolis, entstandenen Aufnahmen erschienen am 26. Januar 2024 im Eigenverlag auf der Plattform Bandcamp.

## Hintergrund
Inspiriert wurde das Album Auteur von den Charakteren und Bildern aus den Filmen von Wes Anderson; das erste Stück „Coping with the Very Troubled Child“ von Moonrise Kingdom (2012), „Let’s Hope It’s Got a Happy Ending“ von Rushmore (1986) and „The Blue of Winter“ von Grand Budapest Hotel (2014), „Green Line“ von Die Royal Tenenbaums (2001) und „The Cycling Reporter“ von The French Dispatch (2021). Amanda Gardier (Altsaxophon, Komposition) schätzt an Andersons Filmen „die Launenhaftigkeit, den trockenen Humor, die einzigartigen Charaktere, die schönen Farbpaletten und die Liebe zum Detail …. Mir gefällt auch seine leichte und humorvolle Herangehensweise an gelegentlich düstere Themen sehr. Vor allem aber mag ich einfach die Art und Weise, wie seine Filme mich fühlen lassen,“ nannte sie als Motiv für das Album. Sie nahm das Album mit ihrem Ehemann Charlie Ballantine (Gitarre), Jesse Wittman (Bass) und Dave King (Schlagzeug) auf.
Ballantine hatte schon 2017 bei seinem Album Life Is Brief: The Music of Bob Dylan mit Amanda Gardier und Jesse Wittman zusammengearbeitet; Dave King, der unter anderem als Schlagzeuger von The Bad Plus bekannt ist und den Spagat zwischen Jazz, Punk und Pop hinbekommt, war Gardiers Favorit: „Ich war mir sicher, dass er meine musikalische Perspektive verstehen würde, und ich wusste, dass er viel Leidenschaft und Sorgfalt in das Projekt einbringen würde.“

## Titelliste
- Amanda Gardier: Music Inspired by the Films of Wes Anderson

1. Coping with the Very Troubled Child – 9:23
2. Let’s Hope It’s Got a Happy Ending – 5:59
3. I Wonder if It Remembers Me – 4:16
4. The Blue of Winter – 8:07
5. The Incarcerated Artist and His Muse – 5:29
6. Electroshock Therapy – 7:54
7. The Cycling Reporter – 4:17
8. Order for Yourself – 4:07
9. Green Line – 7:06

Die Kompositionen stammen von Amanda Gardier.

## Rezeption
Nach Ansicht von Robert Middleton, der das Album in All About Jazz rezensierte, ist Auteur von Amanda Gardier nicht nur ein Album – es sei „ein in Ton festgehaltenes Kinoerlebnis“, eine Erkundung eines der einzigartigsten Filmregisseure Amerikas durch die Sprache des Modern Jazz. Es zeige Gardiers Fähigkeit, visuelles Geschichtenerzählen in eine akustische Erzählung zu übersetzen, die lebendig, vielseitig und äußerst ausdrucksstark sei. Mit Auteur habe Gardier wohl eines der faszinierendsten und inspiriertesten Jazz-Alben des Jahres 2024 geschaffen. Das Projekt würde einen mutigen und ehrgeizigen Schritt machen, indem es Jazz mit der sorgfältig gestalteten ästhetischen und emotionalen Welt von Wes Andersons Filmen verbindet. Während Anderson-Fans zweifellos Anklang im unverwechselbaren Stil und der Erzählstruktur des Regisseurs finden werden, sei das Album ein eigenständiges, überzeugendes künstlerisches Statement, eine wunderschöne Mischung aus Alt und Neu, aus filmischen Referenzen und purer musikalischer Erfindung.